# 玛丽-安娜·波尔兹·拉瓦锡

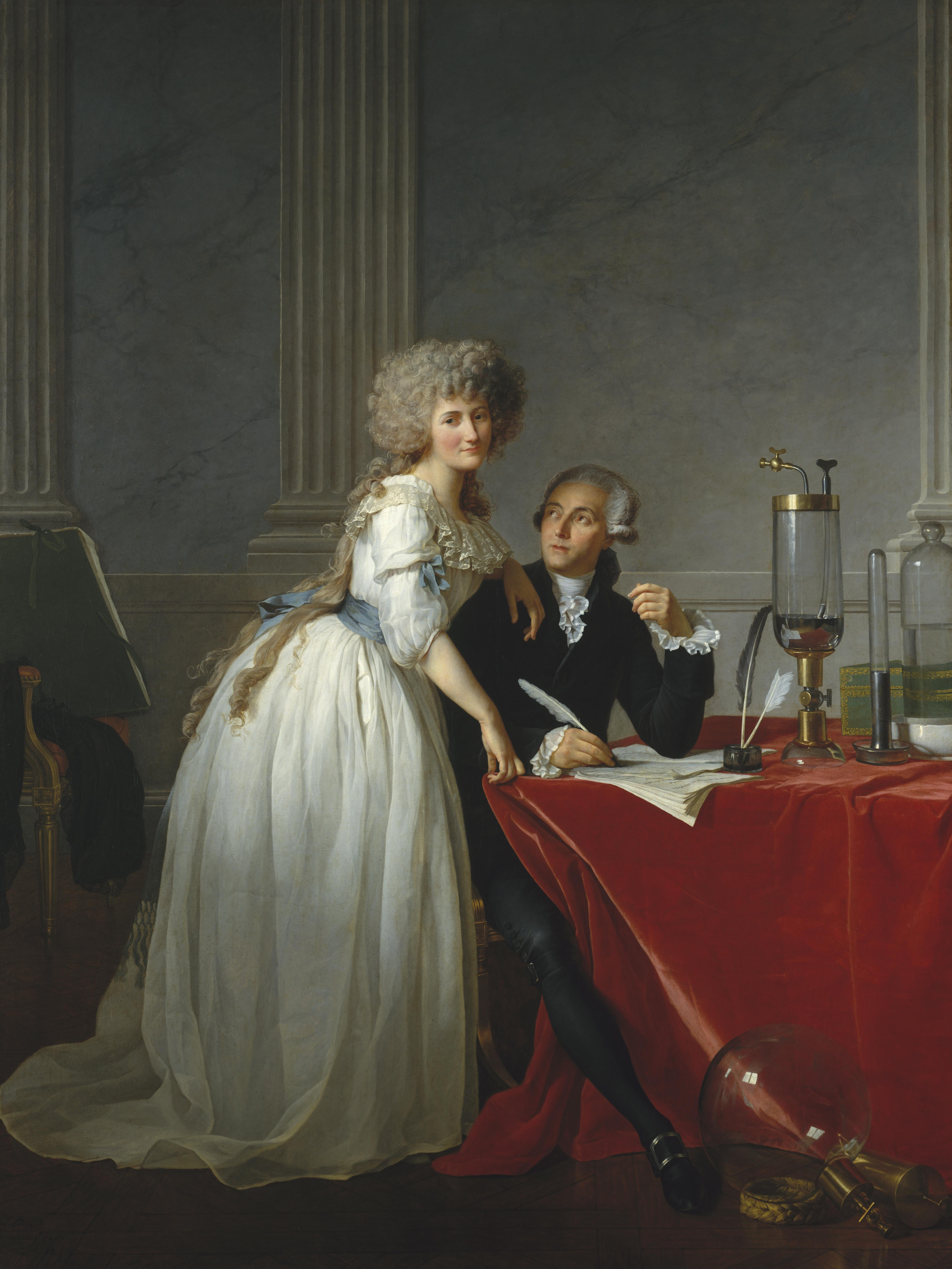
雅克-路易·大卫的作品《拉瓦锡夫妇》

玛丽-安娜·波尔兹·拉瓦锡（法語：Marie-Anne Pierrette Paulze Lavoisier，1758年1月20日—1836年2月10日），法国化学家和贵族女性，第一任丈夫是化学家和贵族安托万·拉瓦锡。她担任了丈夫的实验室助手，利用她的语言能力为他翻译英文文献，撰写作品并将其呈现给全世界读者。她还在多部科学著作的翻译中发挥了关键作用，并为科学方法的标准化做出了贡献。